# Света Параскева (Омали)
Вижте пояснителната страница за други значения на Света Параскева.
„Света Параскева“ (на гръцки: Αγίας Παρασκευής) е възрожденска православна църква в населишкото село Омали (Блазом), Егейска Македония, Гърция, част от Сисанийската и Сятищка епархия.
Южно от Блазом е съществувало село Граматику, а „Света Параскева“ е била негова енорийска църква. В 1830 година селото и църквата са опожарени от албанските орди на Аслан бей. Блазомският Али бей позволява възстановявнането на църквата. На каменна плоча над входа на южната страна има надпис „1887 март 25“. Храмът е обновен в 1950 година. Иконите от старата църква са пренесени в новата.